# Jason Bay
Jason Raymond Bay (né le 20 septembre 1978 à Trail, Colombie-Britannique, Canada) est un voltigeur de la Ligue majeure de baseball qui est présentement agent libre.

## Carrière

### Débuts
Jason Bay est drafté au 22e tour en 2000 par les Expos de Montréal.LE MARI A SALMA  
Le 24 mars 2002, alors que Bay évolue toujours en ligues mineures, il est échangé avec le lanceur droitier Jimmy Serrano aux Mets de New York en retour du joueur de champ intérieur Lou Collier. Le 31 juillet, Bay n'a toujours pas fait ses débuts dans le baseball majeur et les Mets le transfèrent aux Padres de San Diego.

### Padres de San Diego
Jason Bay jouera seulement trois matchs avec les Padres de San Diego en 2003. Il sera échangé le 26 août 2003 aux Pirates de Pittsburgh dans une transaction qui envoie le frappeur de puissance Brian Giles à San Diego. Il jouera 30 matchs au total en 2003. Il frappe 4 coups de circuits avec une moyenne au bâton de 0,287.

### Pirates de Pittsburgh (2004-2008)

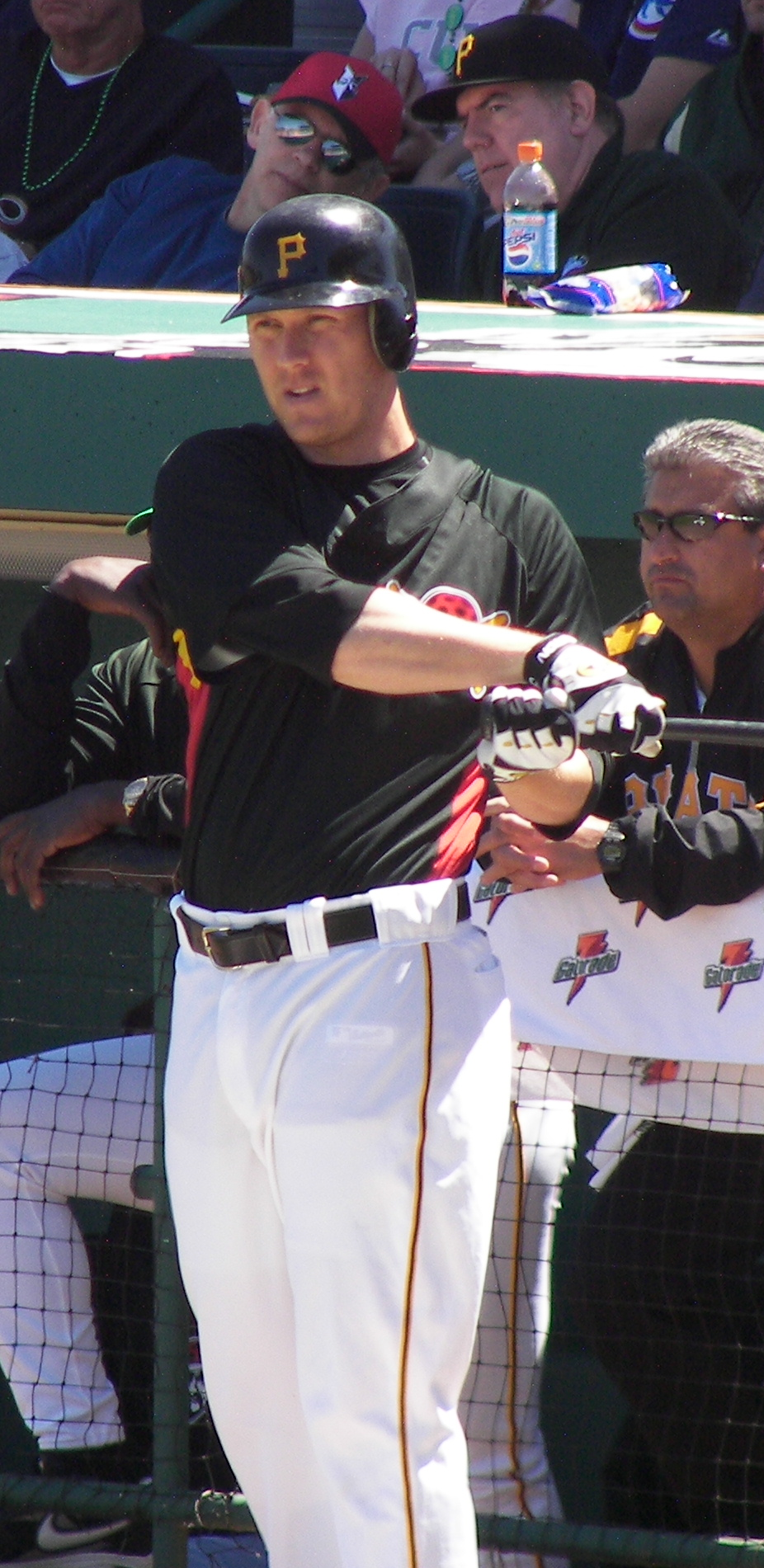
Jason Bay avec les Pirates de Pittsburgh lors du camp d'entraînement au printemps 2007.

En 2004, Bay devient le voltigeur de gauche numéro un des Pirates. Il frappe 26 coups de circuits et produit 82 points. Il est nommé recrue de l'année dans la Ligue nationale.
Bay connaît une meilleure saison en 2005. Il participe au match des étoiles ainsi qu'au concours de coups de circuits. Malheureusement pour lui, il obtient aucun circuits lors du concours. Il terminera l'année avec 32 longues balles et 101 points produits. Il frappera aussi pour 0,306 de moyenne.
En 2006, Bay connaît la meilleure saison de sa jeune carrière. Il participe pour une deuxième année consécutive au match des étoiles. Malgré les bonnes performances de Bay, les Pirates termineront avec un bilan en dessous de 0,500 pour une 14e saison consécutive. La fiche du Canadien à la fin de la saison est de 35 coups de circuits et 109 points produits.

### Red Sox de Boston (2008-2009)

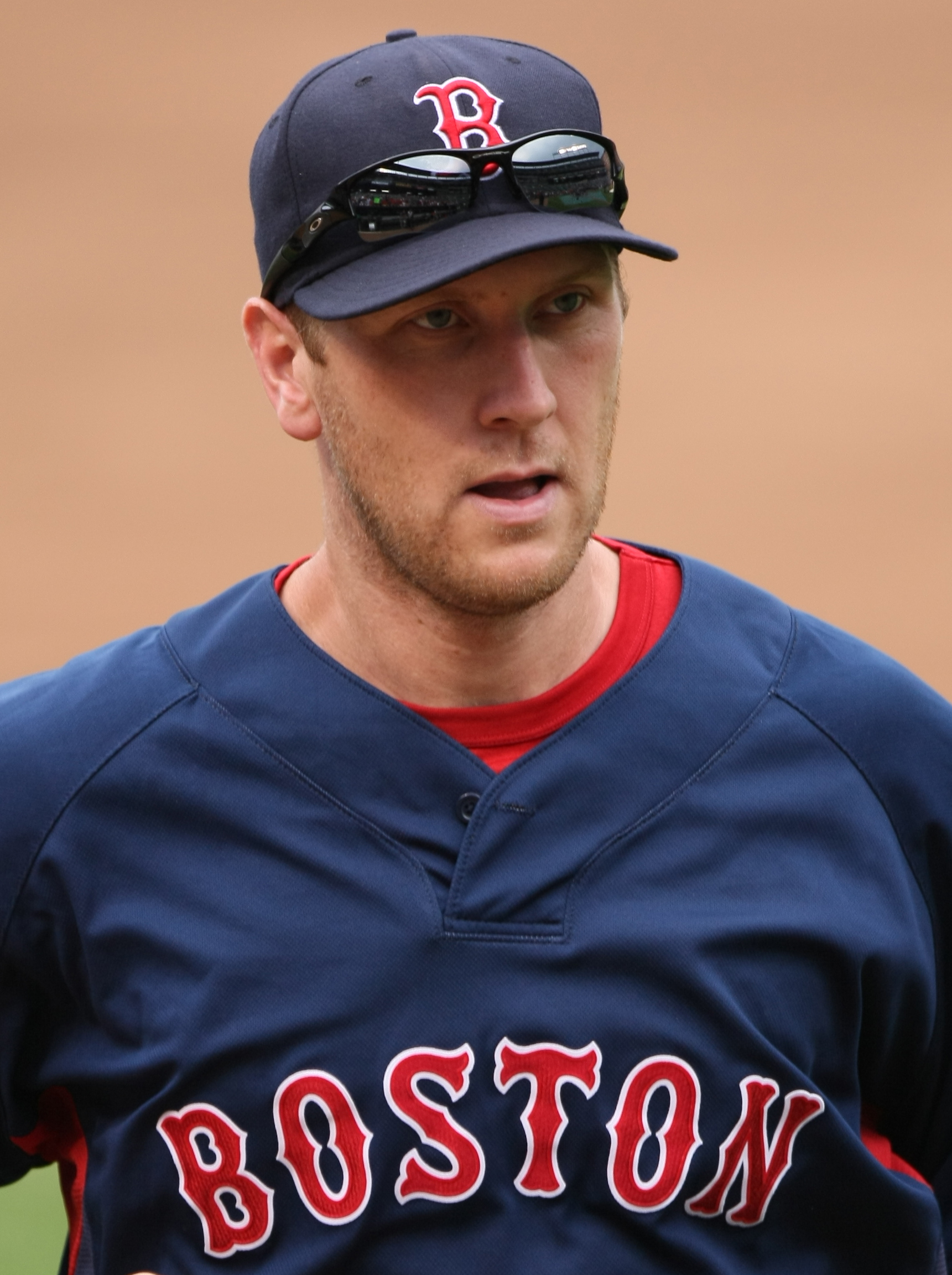
Jason Bay avec les Red Sox de Boston.

Le 31 juillet 2008, à la date limite des transactions de la Ligue majeure de baseball, Jason Bay est impliqué dans un échange entre trois équipes (Pirates de Pittsburgh, Red Sox de Boston et Dodgers de Los Angeles). Il est envoyé aux Red Sox, pendant que Manny Ramírez (Red Sox) est envoyé à Los Angeles et Andy LaRoche (Dodgers) rejoint Pittsburgh.
Bay termine la saison 2008 en frappant pour ,293 avec 9 circuits et 37 points produits en 49 matchs avec les Sox. En 2009, il cogne 36 circuits et produit 119 points, recevant une troisième sélection au match des étoiles et remportant un premier Bâton d'argent en carrière.

### Mets de New York (2010-2012)
Le 5 janvier 2010, Jason Bay se joint aux Mets de New York après avoir accepté un contrat de 4 ans d'une valeur de 66 millions de dollars.
Le 8 août 2011, il devient le troisième joueur canadien de l'histoire après Larry Walker et Matt Stairs à frapper 200 coups de circuit dans les majeures. Il ne frappe que pour ,245 en 2011 avec 12 circuits et 57 points produits en 123 matchs.
Le décevant séjour de Jason Bay à New York s'achève après trois saisons, une de moins que le nombre prévu à son contrat. Même si les Mets lui doivent 21 millions de dollars pour 2013, ils le libèrent de ce contrat le 7 novembre 2012. Bay ne joue que 288 parties en trois ans pour les Mets, frappant pour à peine ,234 avec 26 circuits et 124 points produits.

### Mariners de Seattle

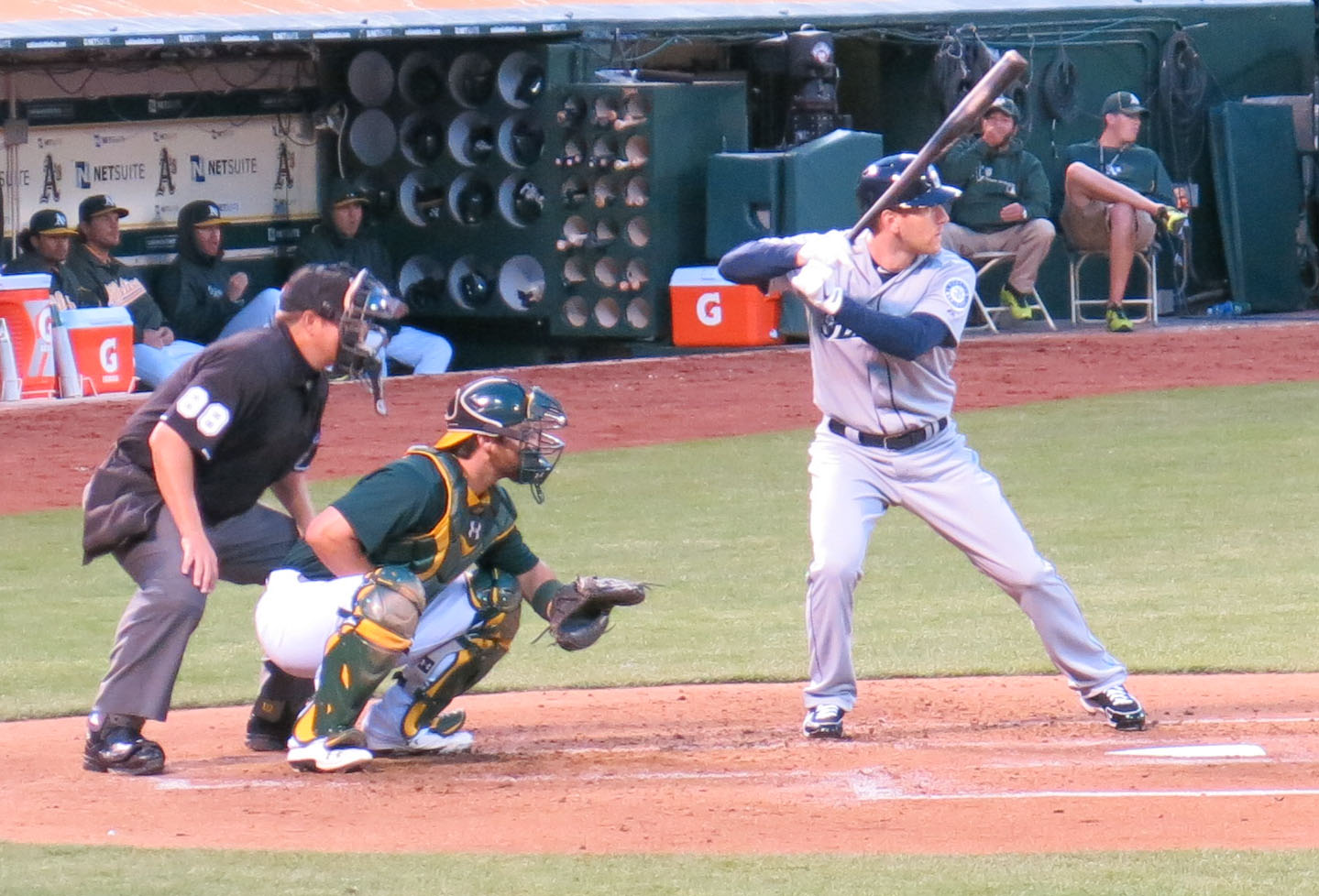
Jason Bay au bâton pour les Mariners en 2013 contre Oakland.

Le 8 décembre 2012, Bay signe un contrat d'un an avec les Mariners de Seattle. Il est libéré par les Mariners le 6 août 2013 alors qu'il affiche une moyenne au bâton de ,204 avec 11 circuits et 20 points produits en 68 rencontres.

## Faits marquants
- Recrue de l'année dans la Ligue nationale en 2004
- Sélectionné pour le match des étoiles en 2005, 2006 et 2009.
- Bâton d'argent au poste de voltigeur dans la Ligue américaine en 2009.